# Sonamura
Sonamura là một thị xã và là một nagar panchayat của quận West Tripura thuộc bang Tripura, Ấn Độ.

## Địa lý
Sonamura có vị trí 23°28′B 91°16′Đ / 23,47°B 91,27°Đ Nó có độ cao trung bình là 15 mét (49 feet).

## Nhân khẩu
Theo điều tra dân số năm 2001 của Ấn Độ, Sonamura có dân số 9997 người. Phái nam chiếm 51% tổng số dân và phái nữ chiếm 49%. Sonamura có tỷ lệ 73% biết đọc biết viết, cao hơn tỷ lệ trung bình toàn quốc là 59,5%: tỷ lệ cho phái nam là 77%, và tỷ lệ cho phái nữ là 68%. Tại Sonamura, 11% dân số nhỏ hơn 6 tuổi.